# Sam Raimi
Samuel M. Raimi (Royal Oak, 23 de outubro de 1959) é um diretor, produtor, ator e roteirista norte-americano, famoso por dirigir a série de filmes do Homem-Aranha, Evil Dead e produzir a série Xena: Warrior Princess. É irmão do ator Ted Raimi e do roteirista Ivan Raimi.  
Também dirigiu Doctor Strange in the Multiverse of Madness, filme do Universo Cinematográfico Marvel.

## Biografia
Raimi nasceu em Royal Oak, Michigan, em uma família judía conservadora, filho dos mercadores Celia Barbara (nascida Abrams) e Leonard Ronald Raimi. Seus ancestrais eram imigrantes judeus da Rússia e da Hungria. Ele é o irmão mais velho do ator Ted Raimi, e irmão mais novo do roteirista Ivan Raimi. Sua irmã é Andrea Raimi Rubin. Outro irmão mais velho, Sander Raimi, morreu aos 15 anos em um afogamento acidental; Sam Raimi disse que o trauma uniu ainda mais a família e "coloriu tudo [o que ele fez] pelo resto da [sua] vida".
Raimi se formou na Groves High School e mais tarde estudou na Universidade Estadual de Michigan.

## Filmografia

### Como diretor
| Ano  | Título                                      | Diretor | Roteirista | Produtor  | Notas                                          |
| ---- | ------------------------------------------- | ------- | ---------- | --------- | ---------------------------------------------- |
| 1977 | It's Murder!                                | Sim     | Sim        | Sim       | Também editor e mixador de som (não-creditado) |
| 1981 | The Evil Dead                               | Sim     | Sim        | Executivo | Também efeitos especiais (não-creditado)       |
| 1985 | Crimewave                                   | Sim     | Sim        | Não       |                                                |
| 1987 | Evil Dead II                                | Sim     | Sim        | Não       |                                                |
| 1989 | Easy Wheels                                 | Não     | Sim        | Não       | como Celia Abrams                              |
| 1990 | Darkman                                     | Sim     | Sim        | Executivo |                                                |
| 1992 | The Nutt House                              | Não     | Sim        | Não       | como Alan Smithee Jr.                          |
| 1992 | Army of Darkness                            | Sim     | Sim        | Não       | Também editor (como "R.O.C. Sandstorm")        |
| 1994 | The Hudsucker Proxy                         | Não     | Sim        | Não       |                                                |
| 1995 | The Quick and the Dead                      | Sim     | Não        | Não       |                                                |
| 1998 | A Simple Plan                               | Sim     | Não        | Não       |                                                |
| 1999 | For Love of the Game                        | Sim     | Não        | Não       |                                                |
| 2000 | The Gift                                    | Sim     | Não        | Não       |                                                |
| 2002 | Spider-Man                                  | Sim     | Não        | Não       | Também efeitos especiais (não-creditado)       |
| 2004 | Spider-Man 2                                | Sim     | Não        | Não       |                                                |
| 2005 | Man with the Screaming Brain                | Não     | História   | Não       |                                                |
| 2007 | Spider-Man 3                                | Sim     | Sim        | Não       |                                                |
| 2009 | Drag Me to Hell                             | Sim     | Sim        | Sim       |                                                |
| 2013 | Oz: The Great and Powerful                  | Sim     | Não        | Não       |                                                |
| 2022 | Doctor Strange in the Multiverse of Madness | Sim     | Não        | Não       |                                                |

### Como ator
| Ano  | Filme                              | Personagem             |
| ---- | ---------------------------------- | ---------------------- |
| 1983 | Hefty's                            | Segundo cozinheiro     |
| 1985 | Spies Like Us                      | Guarda                 |
| 1987 | Thou Shalt Not Kill... Except      | Líder cult             |
| 1988 | Maniac Cop                         | Repórter do desfile    |
| 1989 | Intruder                           | Randy                  |
| 1990 | Miller's Crossing                  | Homem armado           |
| 1993 | Body Bags                          | Bill                   |
| 1993 | Journey to the Center of the Earth | Collins                |
| 1993 | Indian Summer                      | Stick Coder            |
| 1994 | The Hudsucker Proxy                | Hudsucker Brainstormer |
| 1997 | The Shining                        | Howie Langston         |

### Como produtor
| Ano  | Título Original           | Título Brasil              | Título Portugal            | Notas |
| ---- | ------------------------- | -------------------------- | -------------------------- | ----- |
| 1981 | The Evil Dead             | A Morte do Demônio         | A Noite dos Mortos-Vivos   | Filme |
| 1995 | Xena: Warrior Princess    | Xena, a Princesa Guerreira | Xena, a Princesa Guerreira | Série |
| 1995 | American Gothic           | Gótico Americano           | Gótico Americano           | Série |
| 2004 | The Grudge                | O Grito                    | The Grudge - A Maldição    | Filme |
| 2005 | Boogeyman                 | O Pesadelo                 | Quem Tem Medo do Papão?    | Filme |
| 2006 | The Grudge 2              | O Grito 2                  | The Grudge - A Maldição 2  | Filme |
| 2008 | Boogeyman 2               | O Pesadelo 2               |                            | Filme |
| 2008 | Legend of the Seeker      | Legend of the Seeker       | Legend of the Seeker       | Série |
| 2009 | Boogeyman 3               | O Pesadelo 3               |                            | Filme |
| 2009 | The Grudge 3              | O Grito 3                  | The Grudge - A Maldição 3  | Filme |
| 2010 | Spartacus: Blood and Sand | Spartacus                  |                            | Série |

## Premiações
- Sitges Film Festival Prêmio do juri dos críticos internacionais - 1981
- Sitges Film Festival Melhor diretor - 1990
- Sitges Film Festival Prêmio honorário Time-Machine - 1992
- Brussels International Festival of Fantasy Film - 1993
- Fantasporto Prêmio da crítica - 1993
- Festival du Film Policier de Cognac Prêmio especial do jure - 1999
- The Saturn Awards Melhor diretor - 2004
- Empire Award Melhor diretor - 2004